# Heinrich Seilkopf

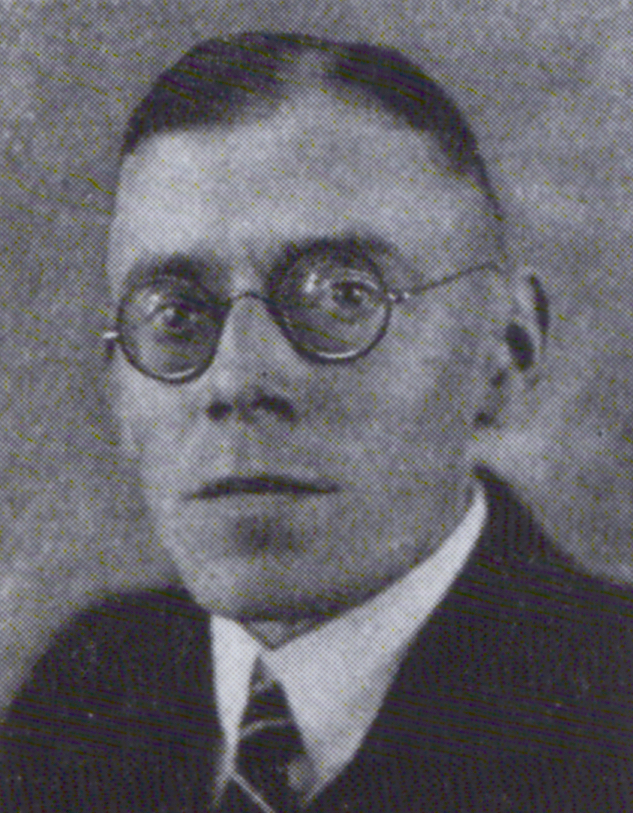
Heinrich Seilkopf

Heinrich Andreas Karl Seilkopf (* 25. Dezember 1895 in Frankfurt (Oder); † 27. Juni 1968 in Hamburg) war ein deutscher Meteorologe und Hochschullehrer. 

## Leben
Von März 1916 bis März 1919 war er wissenschaftlicher Assistent an der Wetterdienststelle Berlin und danach bis zum Jahresende wissenschaftlicher Hilfsarbeiter beim Meteorologischen Observatorium Essen.
Von 1920 bis März 1946 war er Meteorologe bei der Deutschen Seewarte. 1927 wurde er Privatdozent und Angestellter an der Flugwetterwarte Hannover, seit Mai 1929 als Regierungsrat. Nach kurzer Zeit als Leiter der Flugwetterwarte Hannover richtete er das Ozeanflug-Referat der Deutschen Seewarte ein. Ab März 1930 war er an der Flugwetterwarte Hamburg. Im Juni 1931 wurde er a.o. Professor an der Technischen Hochschule Hannover, seit 1940 auch Dozent für Seeflugmeteorologie an der Universität Hamburg. 1939 hatte er die Strahlströmung entdeckt. 1941 wurde er Direktor am Seewetteramt des Deutschen Wetterdienstes in Hamburg-Nienstedten. Die Seilkopfberge im antarktischen Neuschwabenland sind nach ihm benannt.
Er interessierte sich auch für Ornithologie.

## Schriften
- Sonderdrucke, Sammelband; 1923
- Ergebnisse von Höhenwindmessungen auf dem Nordatlantischen Ozean und im Golf von Mexico, Februar bis Mai 1923; 1924
- Ergebnisse einer flugwissenschaftlichen Forschungsreise nach Columbia; 1926
- Grundzüge der Flugmeteorologie des Luftweges nach Ostasien; 1927
- Beitrag zur Aëro-Ozenographie; um 1928
- Mikroskopische Schnitte von Gräsern : gezeichnet nach zum größten Teil selbstgefertigten Präparaten; 1929
- Die Bedeutung der Gräser für die Formationsbiologie der Heimat; 1929
- Eindrücke und meteorologische Erfahrungen auf der Weltfahrt des Luftschiffs "Graf Zeppelin"; 1930
- Meteorologische Beobachtungen auf dem Las-Palmas-Flug der Deutschen Luft Hansa : Juni und Juli 1928; 1930
- Handbuch der Fliegerwetterkunde mit Richard Habermehl und anderen; Berlin, Radetzki
  - 1. Allgemeine Wetterkunde; 1942
  - 2. Maritime Meteorologie; 1939
  - 3. Die Messgeräte des Wetterdienstes; 1939
- Meteorologische Navigation : Vortrag, gehalten in der 6. Wissenschaftssitzung der ordentlichen Mitglieder am 30. August 1940
- Heimkehrleistungen von Reisetauben in Abhängigkeit vom Wetter, insbesondere vom Wind
- Änderungen des Klimas und der Avifauna in Mitteleuropa; 1951
- Die Wanderung eines jungen Weißstorchs von Holstein nach Finnland (unter meteorologischem Aspekt); 1953
- Schwarzschnabel-Sturmtaucher, Puffinus puffinus puffinus, an der westlichen Ostsee
- Zum Lageklima und Witterungsklima des Hamburger Raumes; 1955
- mit anderen: Zur Arbeit in der maritimen Meteorologie; 1956
- Nach Ort und Zeit ungewöhnlicher Gesang von Amseln (Turdus merula); 1967
- mit Hans Baron: Der Weißstorch-Zug im Raum Sinai bis Kena in landschaftsmorphologischer Sicht
- Weißer Storch: Weitere Fälle von Suesgolf-Querung und Sinai-Zug
- Der Einfall niedersächsischer Weiss-Störche (Ciconia ciconia) im Spätsommer 1959 in der Schweiz
- Herbstliche Umkehrzüge